# Буан-ле-Монбозон
Буа́н-ле-Монбозо́н (фр. Bouhans-lès-Montbozon) — коммуна во Франции, находится в регионе Франш-Конте. Департамент — Верхняя Сона. Входит в состав кантона Монбозон. Округ коммуны — Везуль.
Код INSEE коммуны — 70082.

## География
Коммуна расположена приблизительно в 330 км к юго-востоку от Парижа, в 34 км северо-восточнее Безансона, в 19 км к юго-востоку от Везуля.
Вдоль юго-восточной границы коммуны протекает река Оньон.

## Население
Население коммуны на 2010 год составляло 115 человек.
| 1962 | 1968 | 1975 | 1982 | 1990 | 1999 | 2010 |
| ---- | ---- | ---- | ---- | ---- | ---- | ---- |
| 85   | 65   | 66   | 64   | 81   | 91   | 115  |

## Администрация
| Период | Период | Фамилия      | Партия | Примечания |
| ------ | ------ | ------------ | ------ | ---------- |
| 1995   | 2001   | Жан Раген    |        |            |
| 2001   | 2008   | Тьерри Масно |        |            |
| 2008   | 2014   | Серж Лоран   |        |            |

## Экономика

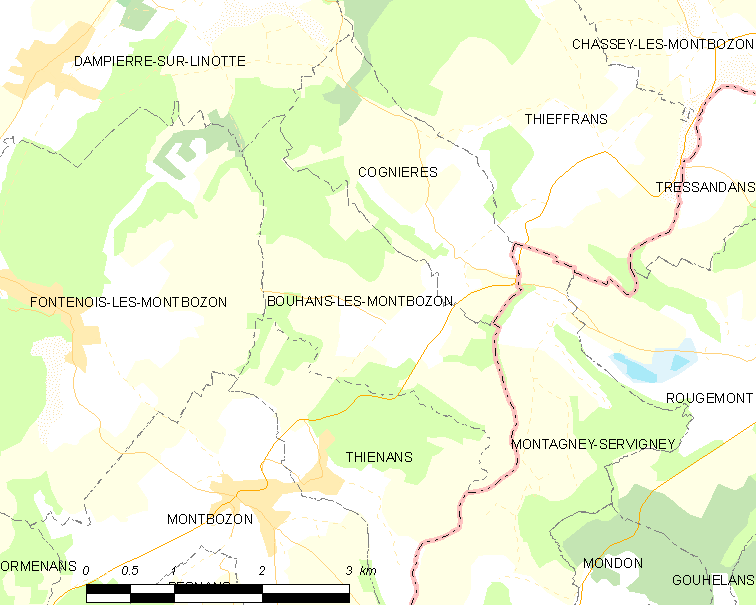
Карта коммуны

В 2010 году среди 79 человек трудоспособного возраста (15—64 лет) 57 были экономически активными, 22 — неактивными (показатель активности — 72,2 %, в 1999 году было 66,7 %). Из 57 активных жителей работали 49 человек (28 мужчин и 21 женщина), безработных было 8 (5 мужчин и 3 женщины). Среди 22 неактивных 5 человек были учениками или студентами, 11 — пенсионерами, 6 были неактивными по другим причинам.